# 张翥 (通判)
張翥（？年—？年），山西人，清朝政治人物，

## 生平
由拔貢，康熙五十年任順慶府通判。